# Újfehértó
Újfehértó város Szabolcs-Szatmár-Bereg vármegyében, a Nyíregyházi járásban. Jelenleg az ötödik legnépesebb település a vármegyében Nyíregyháza, Mátészalka, Kisvárda és Tiszavasvári után.

## Fekvése
Nyíregyházától körülbelül 16 kilométerrel délre, Debrecentől 35 kilométerrel északra, a Nyírség Hajdúság felé eső peremén fekszik. A 19. század nyolcvanas évtizedéig a települést szikes tavak övezték, majd ezeket a tavakat – a termőföld reményében – lecsapolták.

### Megközelítése
Két legfontosabb közúti megközelítési útvonala a 4-es főút, illetve az M3-as autópálya, ezeknek köszönhetően az ország távolabbi részei felől is könnyen megközelíthető. A főút áthalad a lakott területeinek egy részén – bár a központját ma már kelet felől elkerüli –, tehát a környező nagyobb városokkal az köti össze. A sztráda ezzel szemben a távolsági megközelítés terén fontos: közigazgatási területét ténylegesen nem érinti, de a legközelebbi csomópontja a határszélétől alig 4 kilométerre (központjától 9 kilométerre) északra található.
A környező kisebb települések közül Hajdúdoroggal a 3504-es, Hajdúböszörménnyel a 3509-es, Nagykállóval a 4912-es, Nyíregyháza Butyka nevű különálló városrészével a 4925-ös út, Érpatakkal pedig a 49 121-es számú mellékút köti össze.
A hazai vasútvonalak közül a várost a Budapest–Záhony-vasútvonal érinti, melynek egy megállási pontja van itt. Újfehértó vasútállomás a belterület keleti szélén helyezkedik el, közvetlenül a Nagykállóra vezető 4912-es út vasúti keresztezése mellett, attól délre.

### A terület uralkodó talajtípusai
- Folyóvízi üledék
- Futóhomok
- Löszös homok
- Szikes löszös homok

### Éghajlata
Mérsékelten meleg, száraz, hideg telű éghajlati adottságú.

## Története
A határában talált leletek közel ötezer éves múltról tanúskodnak. A városról nyugatra halad el a szarmaták által 324 és 337 között épített, az Alföldet körbekerülő Csörsz-árok vagy más néven Ördögárok nyomvonala. Uj Fejertho néven írásos forrás 1608-ban említi először a települést. A korábbi oklevelekben a falu még Fejértó, Rácz-Fejértó neveken szerepelt. A Báthori-család – mint a falu földesurai – 1349-ben hetivásárjogot nyertek a község számára. A 19. század elején több mint hétezren éltek a településen, a legnépesebb felekezet (4 ezer fő) a református volt. 1836. április 26-án mezővárosi rangot kapott, 1839-ben a lakosság több, mint 7000 fő volt. A mezővárosi ranggal járó évi négy vásártartási jog még inkább fellendítette a nagy átmenő forgalom miatt egyébként is élénk gazdasági életet. Gazdasági fellendülés vette kezdetét. Megépült a „sorbót” nevű városias épület és üzletsor, ekkor épültek a helyi nemesek kúriái, kastélyai is. A település 1886-ban a többi mezővároshoz hasonlóan (XXII. törvénycikk)- elveszítette mezővárosi rangját, de a városiasodás, és a kulturális fejlődés folytatódott. A XX. század elején megépült a községháza, megnyílt az első közkönyvtár, kávézó. 1941-ben majd 15 ezer fő volt Újfehértó népessége.
A második világháborúban 750 újfehértói halt meg, és közel ugyanennyien hadifogságba estek. A város demográfiai tetőpontját 1960-ban érte el, ekkor a népesség több, mint 15 500 fő volt. Ez azóta folyamatosan csökken, ma már a 14 ezret sem éri el. 1992-ben a település ismét városi rangot kapott.

## Közélete

### Polgármesterei
- 1990–1994: Nagy Sándor (nem ismert)[4]
- 1994–1998: Nagy Sándor (MSZP)[5]
- 1998–2002: Nagy Sándor (független)[6]
- 2002–2006: Nagy Sándor (független)[7]
- 2006–2010: Tóth András (Fidesz)[8]
- 2010–2014: Nagy Sándor (független)[9]
- 2014–2019: Nagy Sándor (független)[10]
- 2019–2024: Dr. Hosszú József (Fidesz-KDNP)[11]
- 2024– : Dr. Hosszú József (Szövetségben Városunkért)[1]

A településen 1998-ban két azonos nevű jelölt is elindult a polgármesteri tisztségért, egyikük Nagy Sándor, másikuk – aki végül is elnyerte a posztot – A Nagy Sándor névvel szerepelt a választási dokumentumokban.

## Népesség
A település népességének változása:
| Lakosok száma | 12 979 | 12 846 | 12 736 | 12 162 | 12 181 | 12 218 | 12 183 |
|               | 2013   | 2014   | 2015   | 2021   | 2022   | 2023   | 2024   |

2001-ben a város lakosságának közel 100%-a magyar nemzetiségűnek vallotta magát, de kisebb roma közösség is él itt.
A 2011-es népszámlálás során a lakosok 86,9%-a magyarnak, 0,8% cigánynak mondta magát (13,1% nem nyilatkozott; a kettős identitások miatt a végösszeg nagyobb lehet 100%-nál). A vallási megoszlás a következő volt: római katolikus 22,4%, református 22,7%, görögkatolikus 27,9%, evangélikus 0,5%, felekezeten kívüli 3,9% (21,6% nem válaszolt).
2022-ben a lakosság 92,7%-a vallotta magát magyarnak, 2,2% cigánynak, 0,4% ukránnak, 0,3% románnak, 0,1-0,1% németnek, bolgárnak és románnak, 0,9% egyéb, nem hazai nemzetiségűnek (7,3% nem nyilatkozott; a kettős identitások miatt a végösszeg nagyobb lehet 100%-nál). Vallásuk szerint 8,1% volt római katolikus, 52,1% református, 6,5% görög katolikus, 2,6% egyéb keresztény, 6,6% felekezeten kívüli (23,9% nem válaszolt).

## Címere
A két ezüst sáv jelképezi, hogy a várost egykor vizek vették körül, a kék sáv a hajdú vonatkozást tükrözi (Rákóczi Pál mintegy 100 ráchajdú családot telepített le Újfehértó területén). A korona jelképezi azt, hogy a település 1836-1886-ig mezőváros volt, a búzakalász a mezőgazdasági termelésre utal, a szablya pedig a hajdúk jellegzetes fegyvere volt.

## Testvérvárosai
- Árpástó,  Románia
- Doberdo del Lago,  Olaszország
- Harta,  Lengyelország
- Ipolyság,  Szlovákia
- Kiskereki,  Románia
- Kurszk,  Oroszország
- Nymburk,  Csehország
- Zarów,  Lengyelország

## Nevezetességei
- KOSZISZ Szent István Gimnázium (régen Bajcsy-Zsilinszky Endre Gimnázium és Szakképző Iskola)
- Városi Múzeum
- A református templom az 1754-es években épült, késő barokk stílusú, műemlék jellegű. A "rác" telepesek munkájának eredményeként a görögkatolikus egyház temploma 1832-ben épült. Az utcasorban szabadon álló, késő barokk római katolikus teremtemplomot 1812- ben szentelték fel. 1911-ben épült fel a Fő téren álló Kaszinó, mely 2000 óta újra régi pompájában tündököl. Figyelemre méltó az 1905-ben elkészült arányos, klasszicizáló stílusú Városháza. 1995-ben megnyitotta kapuit a Helytörténeti Gyűjtemény, melynek három állandó és egy időszaki kiállítása látogatható. Udvarán jeles újfehértóiaknak emléket állító szoborpark tekinthető meg.

## A közelmúlt jelentős fejlesztései
- Gyalog- és kerékpárút építése, és csapadékvíz csatorna kiépítése.
- Autóbuszváróhelyek építése.
- Széchenyi út szélesítése és teljes felújítása csapadékvíz elvezetési rendszer és járda építésével.
- "THERMÁRIUM" Városi Tanuszoda és Városi Tornacsarnok
- Újfehértó Város Önkormányzata Polgármesteri Hivatal Konyha üzem és Gyorsétterem.
- Újfehértó-Bököny Víziközmű fejlesztés
- Időskorúak gondozóházának felújítása és bővítése
- 4912-es számú út felújítása

## Híres emberek

### Itt születtek, itt éltek
- Nyúzó Mihály 1666-ban: kuruc ezredes
- Szoboszlai Pap István 1786-ban: református püspök, az 1825-27-es országgyűlés küldötte
- Kubinyi Lajos 1821-ben: író és lapszerkesztő
- Margitay Dezső 1840-ben: Szabolcs vármegye táblabírája, Kossuth Lajos, Kazinczy Gábor barátja
- Dánielné Lengyel Laura (született: Pollák Laura; 1874. március 28. – Budapest, 1954. június 2.) magyar író, kritikus, újságíró.
- Lengyel Miklós 1878. május 28. (†Budapest, 1952. július 22.): irodalomtörténész, író, Benedek Elek rokona
- Zajti Ferenc 1886. március 5. († Budapest, 1961. június 29.) író, festőművész
- Péter Gábor 1906-ban: magyar kommunista politikus, az Államvédelmi Hatóság vezetője 1945 és 1953 között.
- Nyíri Tibor 1906. december 16. - magyar író, színpadi szerző (†Budapest, 1977. december 30.)
- Teitelbaum Mózes 1914. november 1. (mh. New York, 2006. április 24.) – világhírű haszid rabbi, Talmud-tudós, a világ második legnagyobb haszid felekezetének, a Szatmár haszid mozgalom vezetője (szatmári rebbe), szigeti rebbe, a híres Teitelbaum rabbidinasztia leszármazottja
- Toma András 1925. december 5. – az utolsó szovjet hadifogoly (†Nyíregyháza,  2004. március 30.)
- Tóth Lajos - a Magyar Királyi Honvéd Légierő egyik legeredményesebb vadászpilótája (1922. augusztus 25. – Budapest, 1951. június 11.)
- Mohai Gábor 1947. október 26. – műsorvezető, előadóművész, újságíró, tanár
- Kiss T. István 1956. augusztus 20. – magyar színész
- Nagy István 1967. október 6. – agrárminiszter, országgyűlési képviselő
- Marozsán János 1965. május 3. – magyar válogatott labdarúgó
- Marozsán Erika 1972. augusztus 3. - magyar színésznő

### Itt hunytak el kitelepítettként
- Id. Boér Elek jogtudós (1952. január 18.)
- Ifj. Boér Elek jogtudós (öngyilkossága 1954. június 28-án)

## Képgaléria

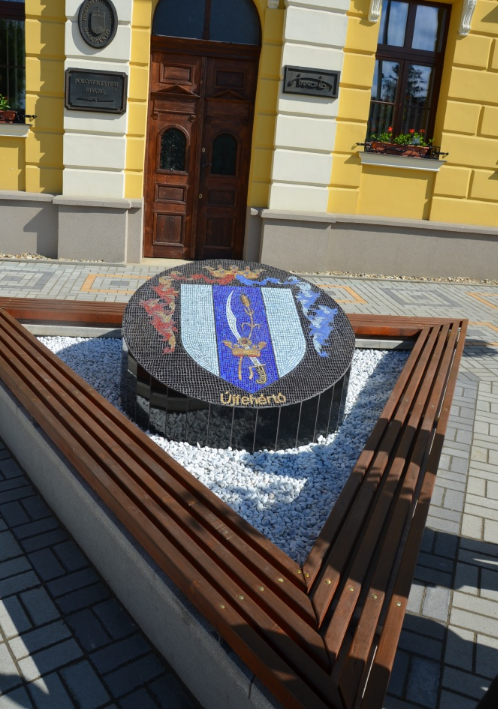
A város címere
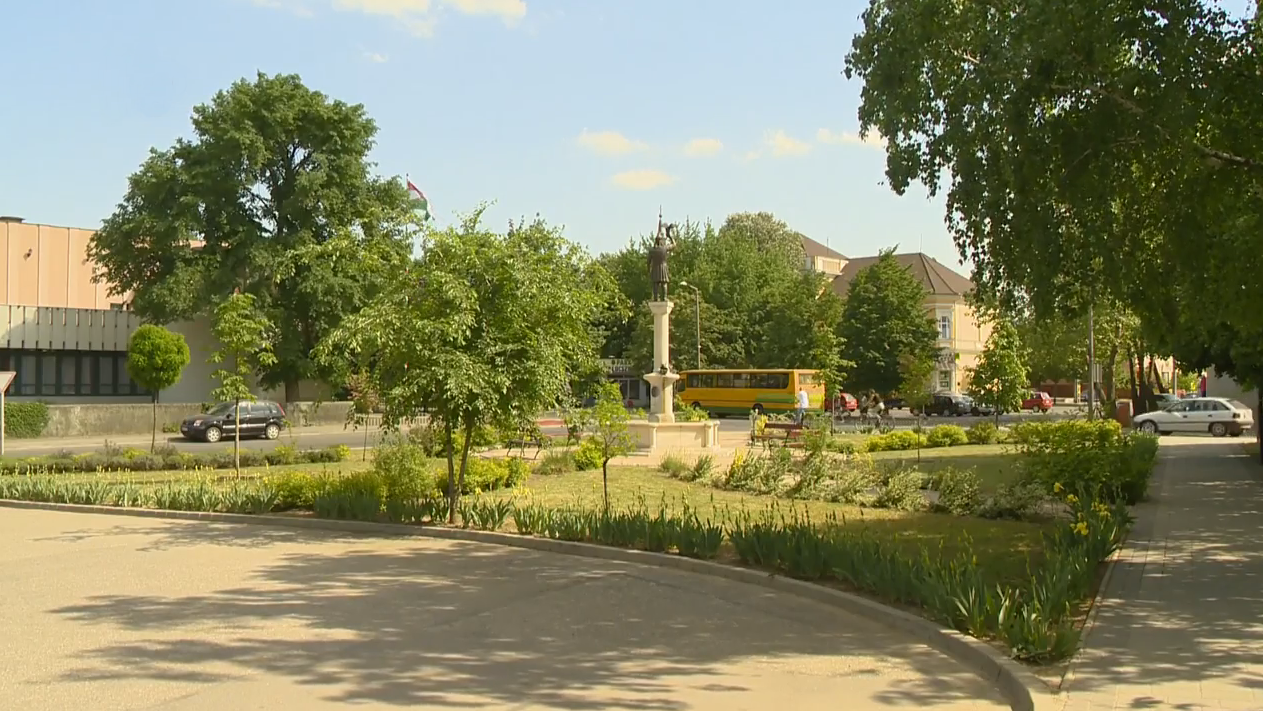
Városközpont
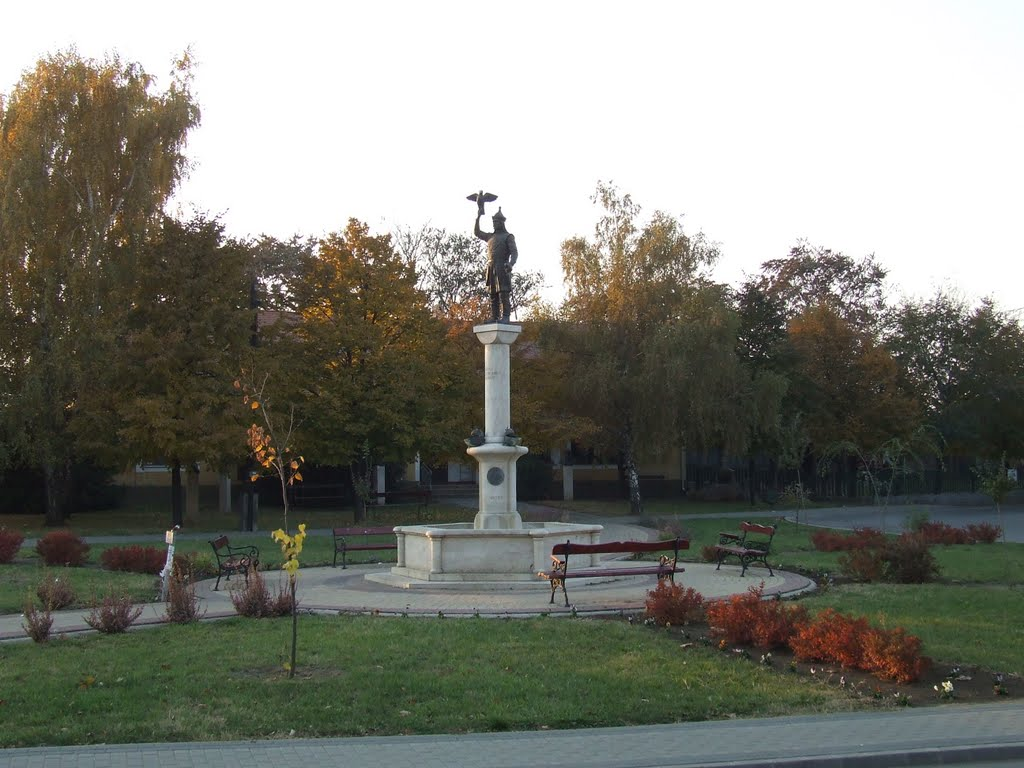
Városközpont háttérben a Múzeummal
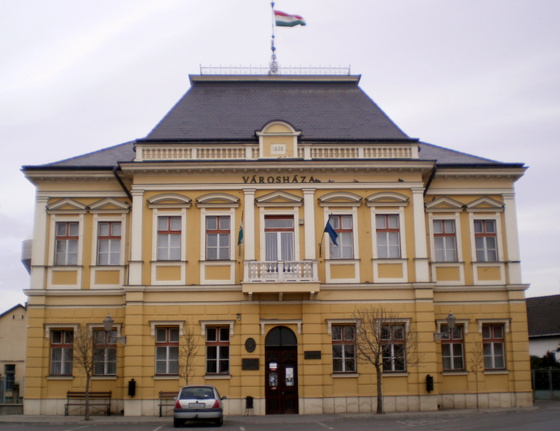
A városháza épülete
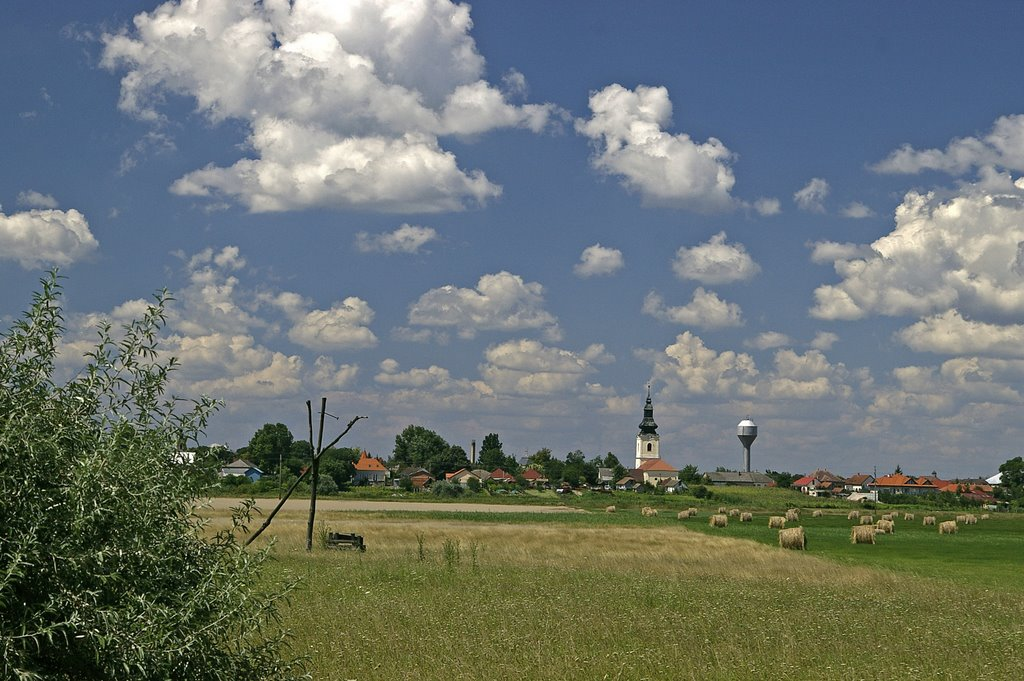
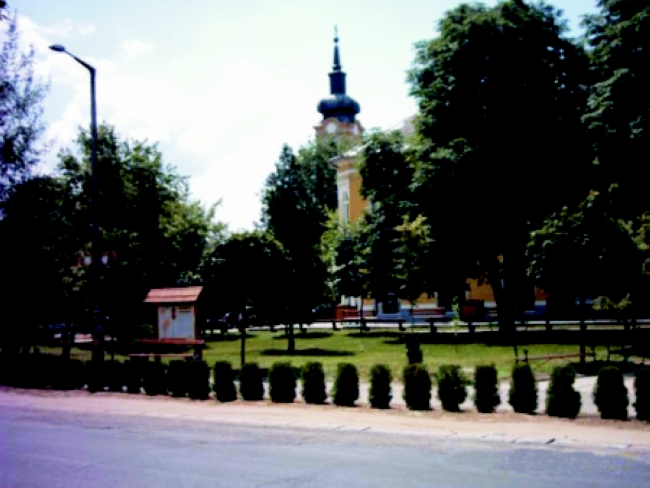
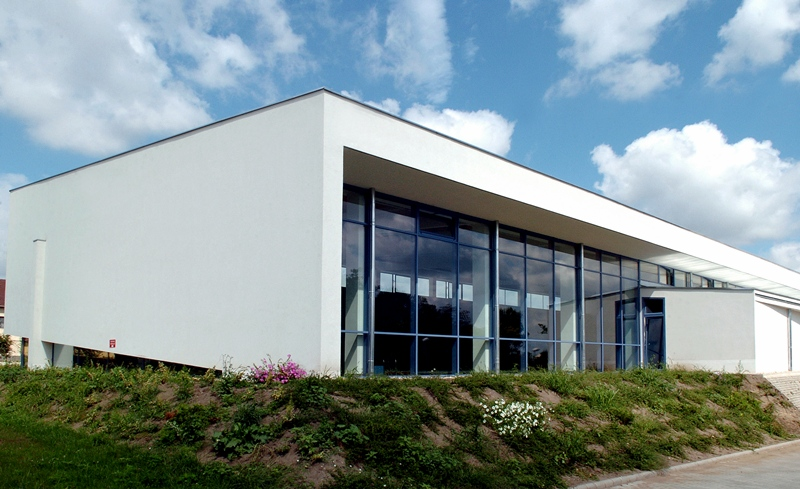
Városi uszoda
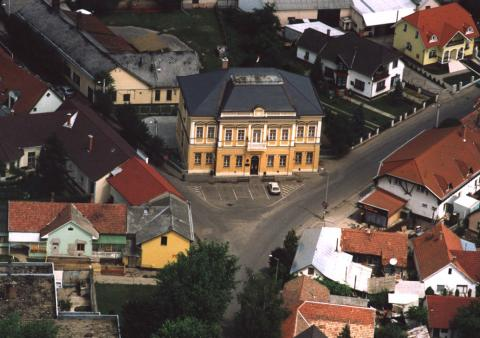
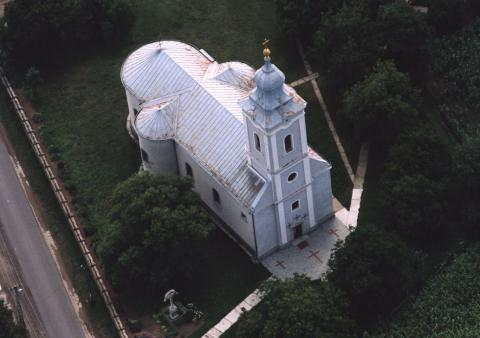
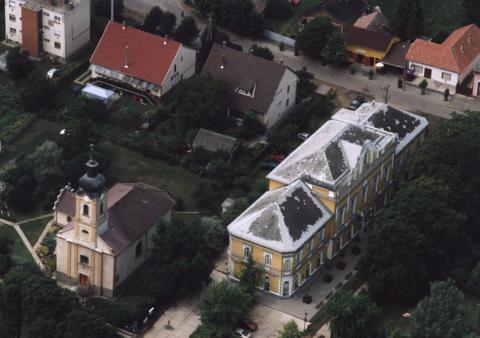
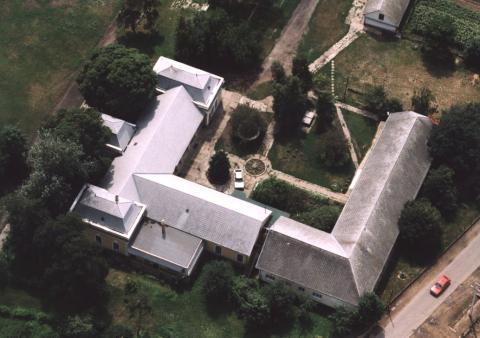
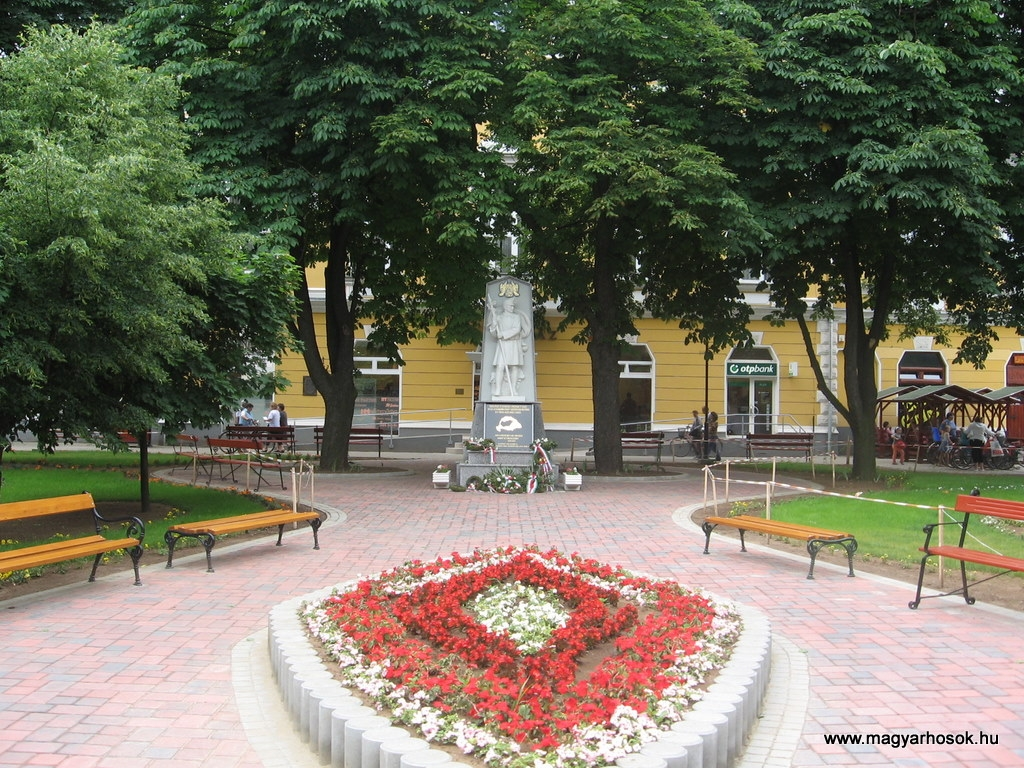
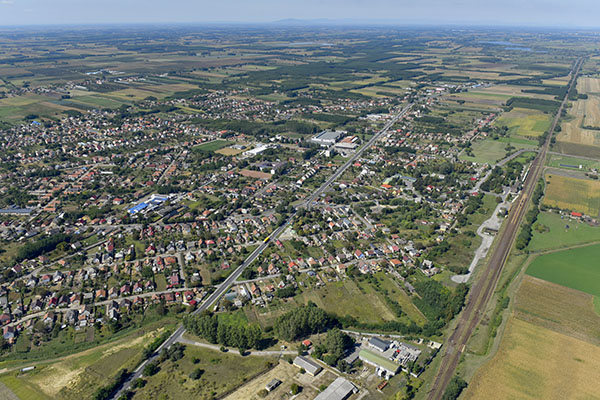
Újfehértó látképe madártávlatból
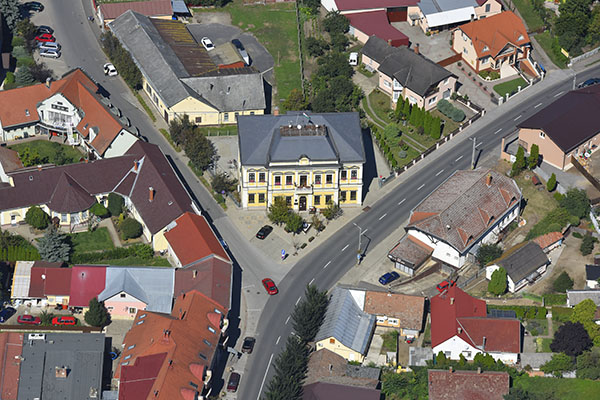
Városháza – légi fotó
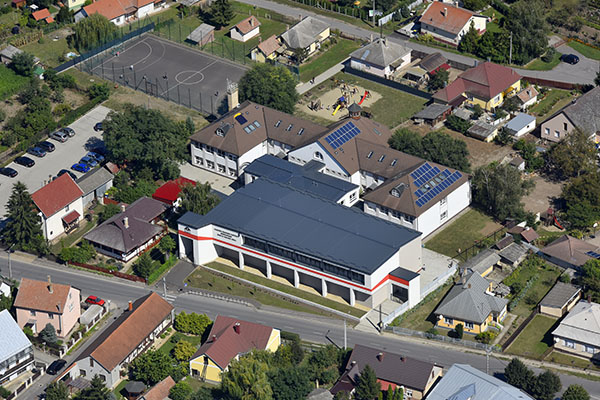
Iskola a levegőből
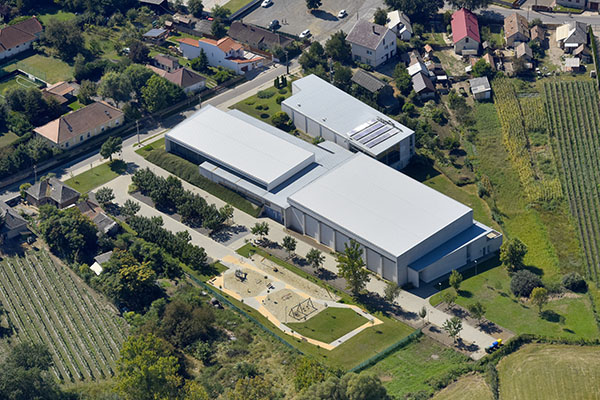
A városi uszoda légi felvételen